# Delitzsch (district)
Districtul Delitzsch este un Kreis în landul Saxonia, Germania. 